# 布市城
布市城（ぬのいちじょう）は、富山県富山市布市に在った日本の城。

## 規模
富山市の中央部にあった大田保の南部に築かれた平城。布市は旧称「野の市」であり、飛騨街道と信濃往来が交差する交通の要地に市が立てられたことに由来する。

## 歴史
興国5年（1344年 ）に越中守護となった桃井直常が築いたといい、周囲に桃井氏菩提寺の興国寺や同氏祈願所の龍高寺、幕府が諸国に作らせた越中国安国寺 （廃寺）があった。桃井氏が越中を去った後、戦国期に畠山播磨守長光が入城したという（『月岡郷土史』）が、室町期の大田保は守護畠山氏と対立する管領細川家領であり、疑わしい。その後慶長5年（1600年）に土方雄久 が徳川家康 から布市以南一万石を与えられ、布市藩が成立すると、その陣屋がおかれたという伝説もある。同藩廃藩とともに廃城となったとみられる。

## 現在
『蜷川の郷土史』によれば城跡は興国寺の北東に位置する水田内とし、現在は桃井氏被官の子孫という小柴氏の墓所がある。またこの水田内に明治22年まで毘沙門堂があった。この毘沙門堂へ土方雄久がたびたび参篭したと伝えている。